# Голи пиштољ 2
Голи пиштољ 2½: Мирис страха (енгл. The Naked Gun 2½: The Smell of Fear) или само Голи пиштољ 2, америчка је криминалистичка комедија из 1991. године. Представља наставак филма Голи пиштољ из 1988. и други је филм у истоименом серијалу. Главну улогу тумачи Лесли Нилсен као неспретни полицијски поручник Френк Дребин, улогу коју је тумачио и у серији Полицијски одред!. У споредним улогама се појављују Присила Пресли као Џејн, Џорџ Кенеди као капетан полиције Ед Хокен и О. Џ. Симпсон као детектив Нордберг. У филму се такође појављују Роберт Гуле (који се претходно појавио као „специјални гост” у серији Полицијски одред!) као Квентин Хабзбург и Ричард Грифитс као др Алберт С. Мајнхајмер, заговорник обновљивих извора енергије. Жа Жа Габор, Мел Торме и играчи Чикаго берса се појављују у камео улогама.
Дејвид Закер је у овом, као и у прошлом филму, био режисер и сценариста. Џим Абрахамс и Џери Закер су били извршни продуценти филма и потписани су на одјавној шпици, због свог доприноса почетку серијала и серији Полицијски одред!. Међутим, ниједан од њих двојице није допринео писању сценарија за овај филм.
Трећи филм из серијала, Голи пиштољ 3, премијерно је приказан 1994. године.

## Радња
Филм затиче Френка Дребина као госта на вечери у Белој кући, где добија награду за убијање хиљадитог дилера дроге, иако сам признаје да је свесно убио само 998 – последњу двојицу је прегазио аутом. На вечери у Белој кући је и енергетски чудотворац, др Алберт С. Мајнхајмер, којег је председник Џорџ Х. В. Буш изабрао за руководиоца пројекта нове енергетске политике. Будући да Мајнхајмер верује у промовисање алтернативних извора енергије, вође индустрије енергије која загађује околину (угаљ, нафта и нуклеарна енергија – тј. лобистичка група „Дим, мрља и бум”) ужаснуте су Бушовим избором. Удружују се са архи-зликовцем, Kвентином Хабзбургом и планирају да отму правог Мајнхајмера и замене га двојником, који ће предложити енергетску политику према диктату енергетског лобија. Дребин ће бити увучен у заверу када налети на своју бившу девојку Џејн, која не само да је Мајнхајмеров директор за односе са јавношћу, већ је и тренутна Хабзбургова љубавница.

## Улоге
| Глумац         | Улога                               |
| -------------- | ----------------------------------- |
| Лесли Нилсен   | Френк Дребин                        |
| Присила Пресли | Џејн Спенсер                        |
| Џорџ Кенеди    | Ед Хокен                            |
| О. Џ. Симпсон  | детектив Нордберг                   |
| Роберт Гуле    | Квентин Хабзбург                    |
| Ричард Грифитс | др Алберт С. Мајнхајмер / Ерл Хакер |
| Џеклин Брукс   | комесарка Анабел Брамфорд           |
| Ентони Џејмс   | Хектор Саваж                        |